# 馬のマーキング

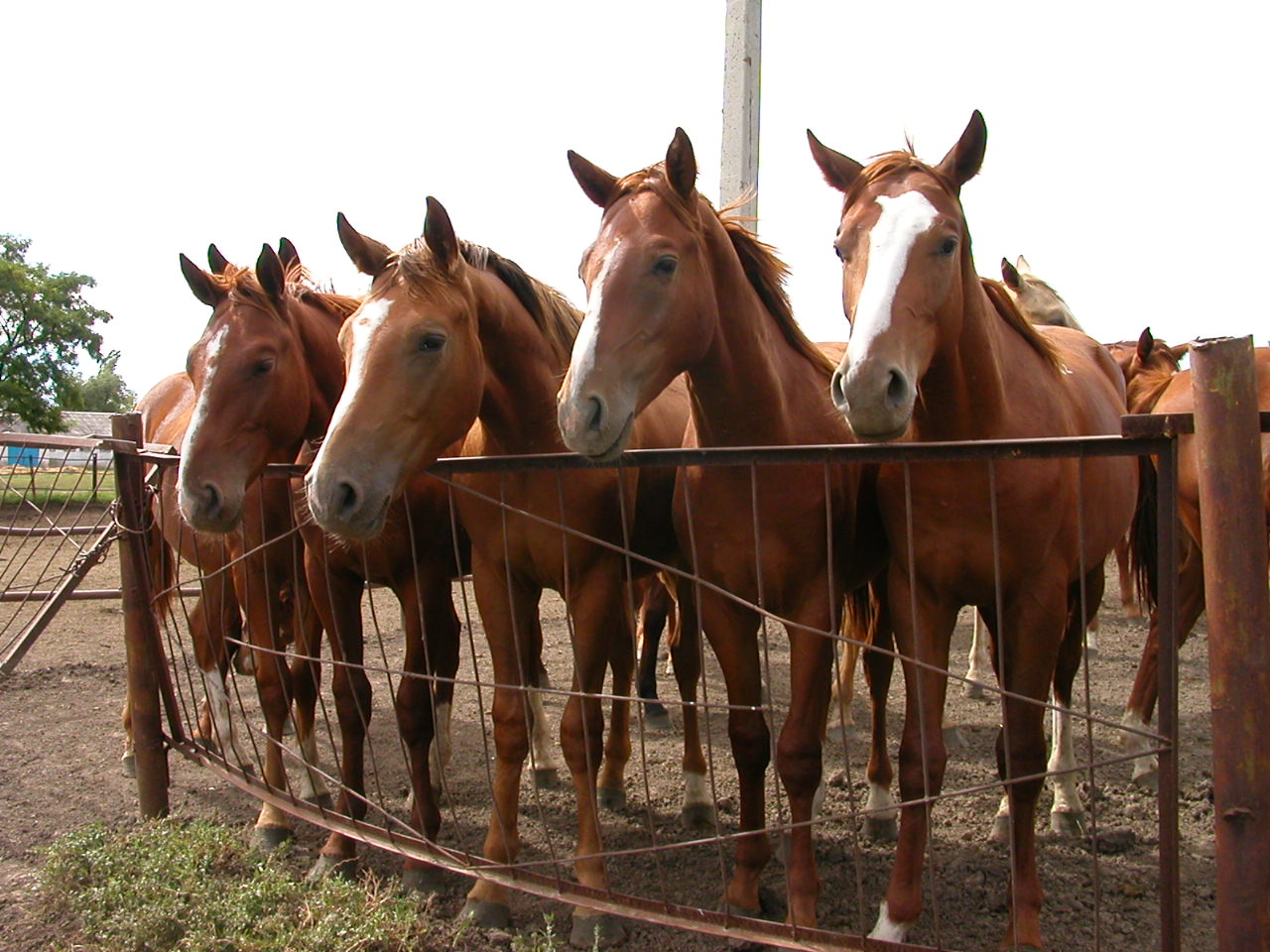
これらの馬は皆同じ毛色をしているが、それぞれ異なるマーキングをしているので別の馬と区別が付けられる。

注：本稿では馬の被毛全体については取り扱わない。馬の被毛の色については「馬の毛色」を参照のこと。
馬のマーキング（うまのマーキング）とは、馬の性別、毛色、白斑、旋毛及びその他の特徴のうち、性別、毛色を除いた、馬それぞれの特徴のことである。馬の個体識別に用いられる。
通常馬のマーキングは芦毛や佐目毛などの明るい色の馬を除き、褐色のベースカラーに特徴的な白い模様の部位（白斑）を持つ。大部分の馬はいくつかのマーキングを持ち、そしてそれらは馬の個体識別に役立つ。マーキングは出生時には既に存在して、一生変わることがない。馬が成長したり、毛が生え替わったりしたとき、マーキングが僅かに変わったかのように見えることがある。しかし違いは単に被毛の長さに要因があって、マーキングの下地が変わるわけではない。

## 顔のマーキング

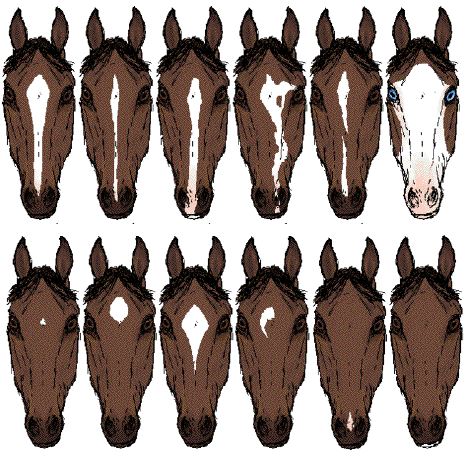
主要な顔のマーキング（括弧内は英名）。上段：大流星鼻梁白鼻白（Blaze）、小流星鼻梁白鼻白（Stripe）、流星鼻梁白鼻白（Thin blaze and snip）、乱流星鼻梁白鼻白（Irregular blaze）、流星断鼻梁鼻白（Interrupted stripe）、白面（Bald face）。下段：小星（Faint star）、星（Star）、流星鼻梁小白（Star and strip）、曲流星（Irregular star）、鼻小白（Snip）、唇白（Lip marking）。

顔のマーキングは、通常場所と形状によって表される。複数のマーキングがある場合はそれぞれ別に名を付けられる。顔のマーキングは以下のものの組み合わせから成り立つ。
星（ほし）
額にみられる白斑。親指より小さな場合小星、握り拳より大きい場合大星と呼ぶ。
曲星（きょくせい）
曲がっている星。
乱星（らんせい）
形状の乱れている星。
流星（りゅうせい）
星が鼻筋方向に流れているもの。細分すると大流星、小流星、曲流星、乱流星に分けられる。
環星（かんせい）
星が環状をなしているもの。
鼻梁白（びりょうはく）
鼻筋にある一般に縦長の白斑。鼻骨の幅より広い場合鼻梁大白、親指の幅より狭い場合鼻梁小白と呼ぶ。
鼻白（びはく）
鼻にある白斑。鼻骨の幅より広い場合鼻大白、親指の幅より狭い場合鼻小白と呼ぶ。
唇白（しんはく）
唇にある白斑。それぞれ白斑のある位置により上唇白、下唇白という。
作（さく）
額から鼻筋を通り鼻まで続いている白斑で、その幅がおおむね鼻骨の幅と同じであり真っ直ぐであるもの。鼻骨の幅を超える場合大作、親指の幅より狭い場合細作と呼ぶ。
白面（はくめん）
額より鼻筋を通り鼻まで続く白斑で、顔面の半分以上を占める場合、または両目の幅に及ぶものを呼ぶ。

## 足のマーキング

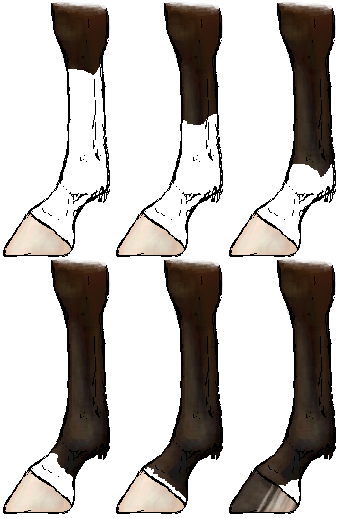
肢部のマーキング（括弧内は英名）。上段：長白（Stocking）、細長白（Sock）、白（Fetlock）。下段：半白（Pastern）、小白（Coronet）、微白（Patial pastern）。

足のマーキングは通常、白斑の最も高い位置と形状によって区別される。
微白
蹄との境界部にある白斑で、大きさは親指より小さい。
小白
蹄との境界部にある白斑で、幅が肢部の半周に至らないもの。白斑が点在する場合でもその数は数えない。
半白
肢下部の白斑で、蹄との境界部より管の半ばには至らず、その幅は球節以下において肢部の全周に至らないもの。
白
肢下部の白斑で、蹄との境界部より管の半ばには至らず、その幅は球節以下において肢部の全周に至る場合のあるもの。短い靴下をはいているかのように見える。
長白
肢下部の白斑で、蹄との境界部より間の半ば以上まで至り、その幅は管の中央部球節以下において肢部の全周に至る場合のあるもの。長靴下をはいているかのように見える。
細長白
肢下部の白斑で、蹄との境界部より間の半ば以上まで至り、その幅は管の中央部においては、肢の全周に満たないが、球節においては全周に至る部分のあるもの。
長半白
肢下部の白斑で、蹄との境界部より間の半ば以上まで至り、その幅は肢の全周に満たないもの。

## 実例

### 顔のマーキング例

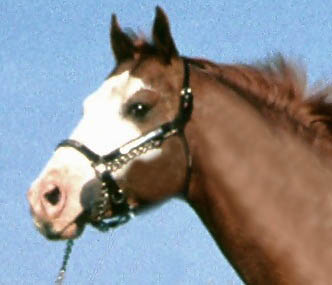
「白面」の馬。
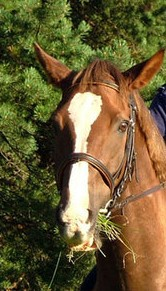
「大流星鼻梁白鼻白」の馬。
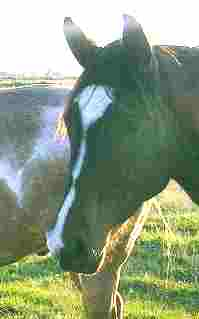
「流星断鼻梁鼻白」の馬。
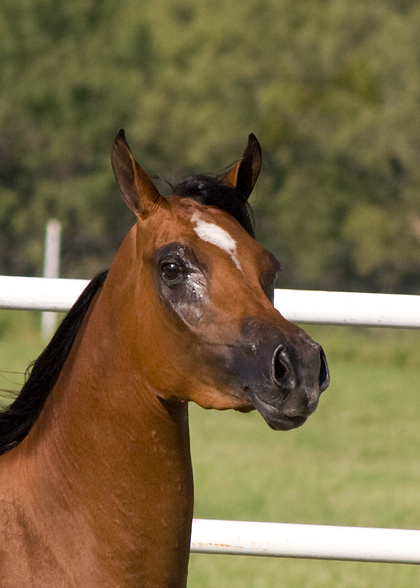
「星」の馬。

### 肢部のマーキング例

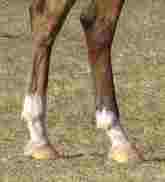
「白」の馬。
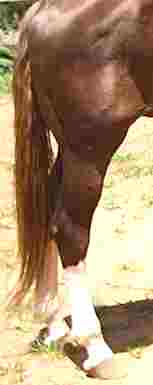
「白」の馬。
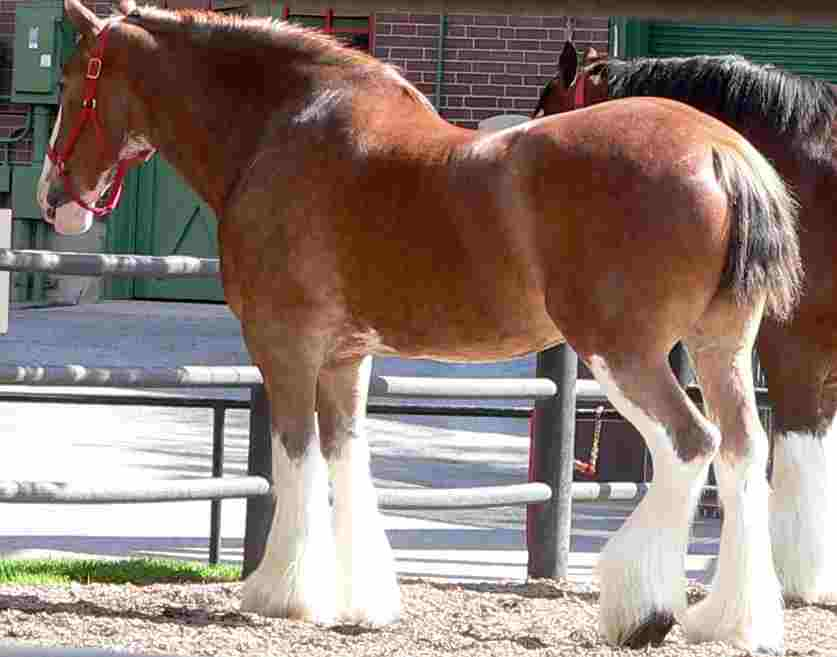
4本とも「長白」の馬。
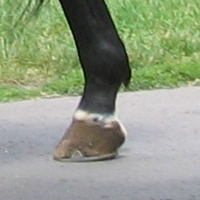
「小白」の馬。

## その他の特徴

### 刺毛
白毛で白斑を呈するには至らない程度の場合を刺毛（さしげ）という。

### 白斑

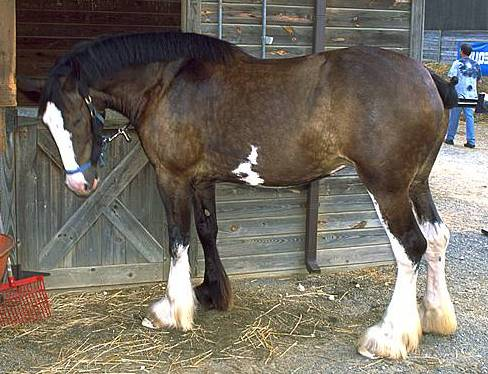
この馬には腹部に白斑がある。また顔は大作であり足の3本が長白である。

頭部、肢部以外のもの。親指より小さい斑を小白斑という。

### 旋毛
旋毛（せんもう）とは毛が傾斜して生えており毛流ができてその中心部が渦巻き様を呈しているものをさす。いわゆる「つむじ」である。旋毛は出生時から一生変化しない。旋毛はおおよそ7種類有ることが知られているが実際にはそれらが複合して複雑な形状をなす場合がある。
- 中心部から渦状に流れていて、中心部がへこんでいるもの。
- 中心部から放射状に流れていて、中心部がへこんでいるもの。
- 中心部の方へ渦状に集まっていて、中心部が盛り上がっているもの。
- 中心部に向かって放射状に集まっていて、中心部が盛り上がっているもの。
- 羽のような形状に毛が盛り上がっているもの。
- 一本の線を形成しており、方向の相反する毛流が互い違いの方向に流れているもの。
- 一本の線を形成しており、線に向かって両側から合流しているもの。

### 異毛斑
白斑以外の斑模様で明確であるものである。

#### ベンドア斑

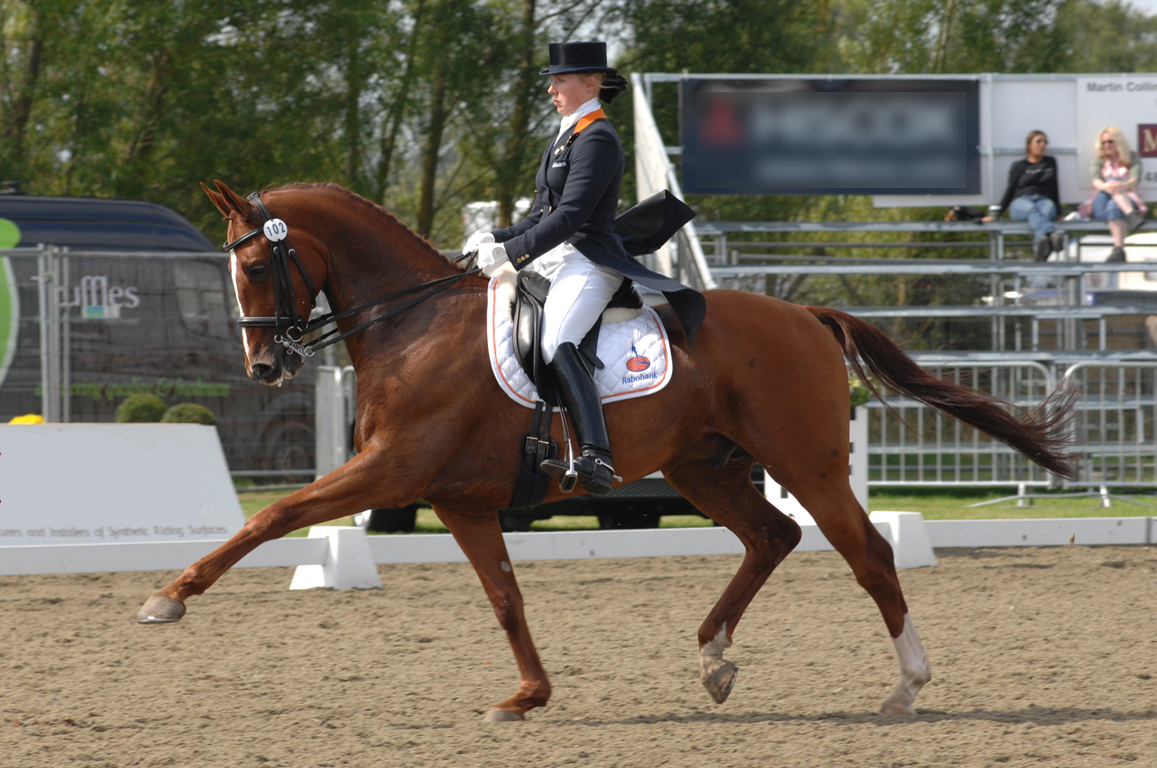
馬体の後半部にベンドア斑がいくつか見られる（画像をクリックで拡大）。

ベンドア斑とは、19世紀末に活躍したサラブレッドの競走馬ベンドア（Bend Or）についていたことから命名された、体表に現れる黒い小さな斑点である。出現は稀である。有る粕毛馬にはベンドア斑に似た黒い毛の部分を持つことがあるが、遺伝子上は無関係とされる。

#### メディスン・ハット

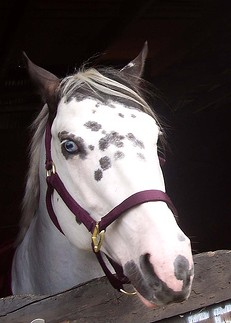
青い目をしたメディスン・ハットの馬（tovero）。

メディスン・ハット（Medicine Hat）はピントの一種で顔は白いが頭部と耳が暗褐色を呈するもの。名称は医療用の帽子という意味。しばしば片目あるいは両目が青いことがある。

### 岩陥
岩陥（いわおち）とは体の一部が陥没して凹状になっているものである。

### 創傷痕等の損徴
傷跡で、特に顕著なもの。

### 入墨または烙印

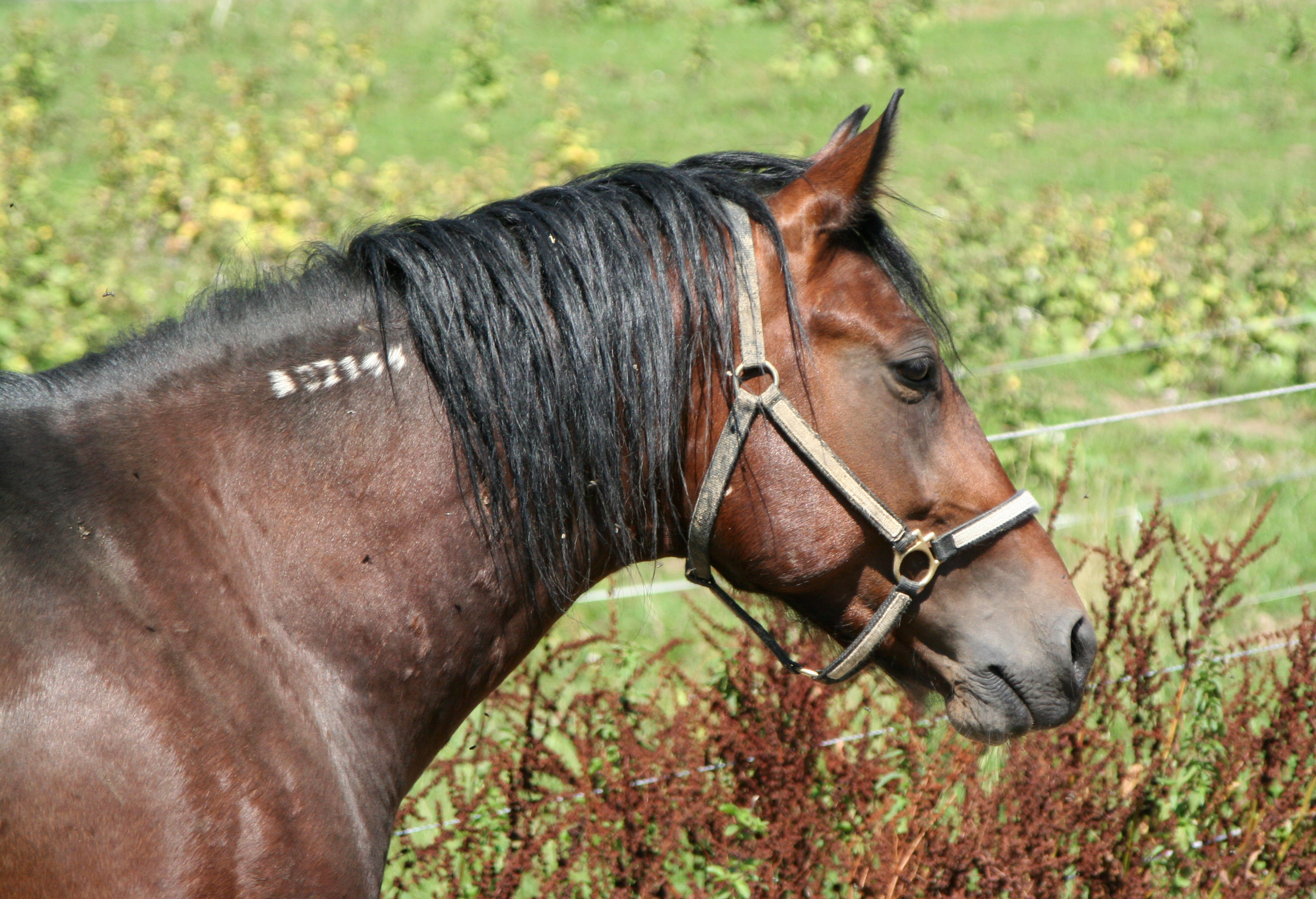
馬の首に付けられた凍結烙印。馬にとって痛みがほとんどないのが特徴。

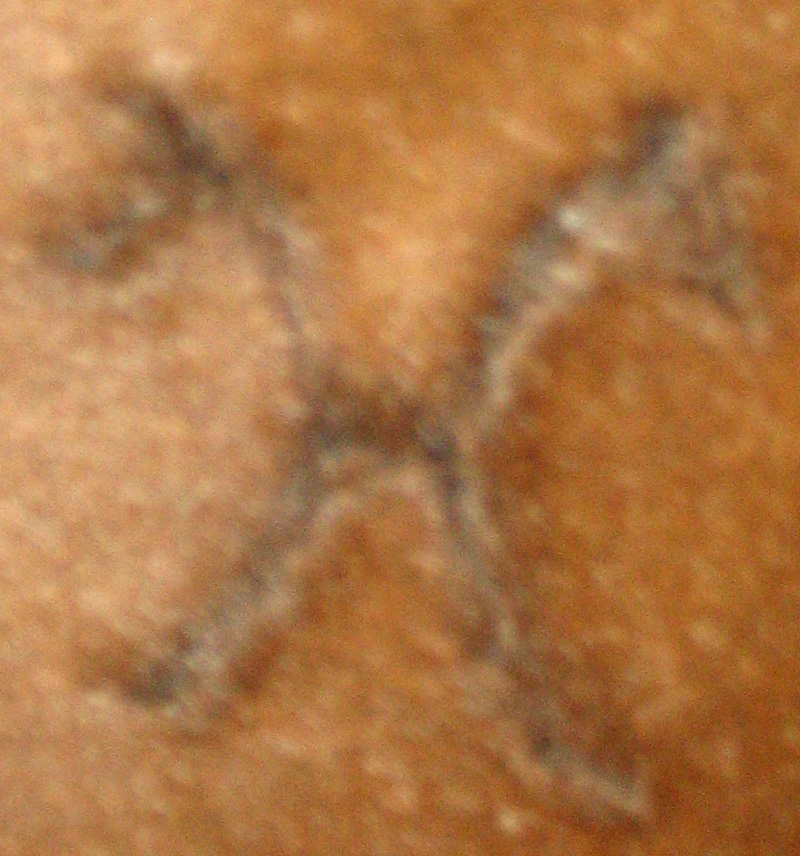
馬の焼印。

馬の個体識別のために、人間によって故意に付けられた入れ墨または烙印。烙印には凍結烙印と焼印がある。北アメリカの競走馬においては入墨が施され、オーストラリア・ニュージーランドでは凍結烙印を主に用いる。この場合左肩には生産者の印が、右肩には出生番号とその下部に出生年の末尾を示す烙印が用いられる。

### 目の特徴

#### 輪眼
輪眼（りんがん）とは白目の部分が大体目の周りを取り囲んでいるものである。

#### 魚目

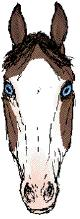
魚目を持つ馬。

魚目（さめ）とは虹彩の色素が欠乏し、黒目が青く見えるものである。佐目毛の馬の目が魚目である。

### マイクロチップ
日本中央競馬会、地方競馬全国協会、日本軽種馬登録協会では2007年より個体識別のためのマイクロチップ導入を行っている。イギリス・アイルランドでは既に1999年から行われており、アサクサデンエン、コンゴウリキシオーはマイクロチップが埋め込まれた状態で輸入された。15桁の固有のデータが書き込まれた直径2mm、長さ14.6mmのICチップを体内に埋め込む。専用の読み取り機で内容を読み取ることが出来る。安全性が高く、改竄も不可能なことから高い信頼性を実現している。マイクロチップ導入による個体識別は、血統審査の際、競走馬の登録、種付けの際、セリ市場、競馬場への入厩、競馬当日の装鞍所に入った際など様々なケースで利用される。国産馬ではディープインパクトがマイクロチップ導入第1号となった。